# Bati (mbam jezik)
Bati jezik (bati ba ngong, bati de brousse; ISO 639-3: btc), nigersko-kongoanski jezik južnobantoidne skupine, kojim govori 800 ljudi (1975 popis) u kamerunskoj regiji Littoral. Govori se u 4 sela u kantonu Bati.
S još tri jezika pripada mbamskoj podskupini West (A.40). Drugi istoimeni bati jezik pripada austronezijskoj porodici a govori se u Indoneziji.

## Vanjske poveznice
- Ethnologue (14th)
- Ethnologue (15th)